# 约翰·摩根
约翰·摩根（英語：John Morgan，？—），美国男子游泳运动员。他曾代表美国参加1984年和1992年夏季残疾人奥林匹克运动会游泳比赛，获得十三枚金牌和二枚银牌。